# Here Come the Girls (film fra 1918)
Here Come the Girls er en amerikansk stumfilm fra 1918 af Fred Fishback.

## Medvirkende
- Harold Lloyd
- Snub Pollard
- Bebe Daniels
- William Blaisdell
- Jane Blyler